# Мария Йозефа Австрийская
Мария Йозефа (нем. Maria Josepha von Habsburg, пол. Maria Józefa Habsburżanka, 8 декабря 1699, Хофбург, Эрцгерцогство Австрия, Священная Римская империя или Вена — 17 ноября 1757, Дрезден, курфюршество Саксония, Священная Римская империя) — эрцгерцогиня Австрийская. В замужестве — курфюрстина Саксонии, королева Польши и великая княгиня литовская.

## Биография
Старшая из двух дочерей императора Священной Римской империи Иосифа I и Вильгельмины Амалии Брауншвейг-Люнебургской.
20 августа 1719 года вышла замуж за Августа Саксонского (1696—1763), ставшего впоследствии курфюрстом Саксонии и королём Польши. У них было пятнадцать детей:
1. Фридрих Август (1720—1721), умер в младенчестве;
2. Йозеф Август (1721—1728), умер в детстве;
3. Фридрих Кристиан (1722—1763), преемник отца как курфюрст Саксонии, правил всего два месяца; отец Фридриха Августа I, Антона и Максимилиана Саксонского;
4. мертворождённая девочка (1723);
5. Мария Амалия (1724—1760), вышла замуж за короля Испании Карла III;
6. Мария Маргарита (1727—1734), умерла в детстве;
7. Анна (1728—1797), в 1747 вышла замуж за Максимилиана III Баварского;
8. Франц Ксавер (1730—1806), в 1765 женился на графине Клер фон Лаузиц;
9. Мария Жозефа (1731—1767), в 1747 вышла замуж за Людовика Фердинанда, дофина Франции; мать Людовика XVI, Людовика XVIII и Карла X;
10. Карл Христиан (1733—1796), герцог Курляндский, в 1760 женился на Францишке Корвин-Красиньской;
11. Кристина (1735—1782);
12. Елизавета (1736—1818);
13. Альберт (1738—1822), герцог Саксен-Тешенский, в 1766 женился на Марии Кристине Габсбург-Лотарингской;
14. Клеменс (1739—1812), архиепископ Трирский;
15. Кунигунда (1740—1826).

## Награды
- Орден Святой Екатерины[4] (июнь 1737 года, награждена Анной Иоанновной).